# اچ‌ام‌اس گاردین (۱۷۸۴)
اچ‌ام‌اس گاردین (۱۷۸۴) (به انگلیسی: HMS Guardian (1784)) یک کشتی بود که طول آن ۱۴۰ فوت (۴۲٫۷ متر) بود. این کشتی در سال ۱۷۸۴ ساخته شد.